# Ectypia clio
Ectypia clio là một loài bướm đêm thuộc phân họ Arctiinae, họ Erebidae.